# Sternbergia colchiciflora
Sternbergia colchiciflora là một loài thực vật có hoa trong họ Amaryllidaceae. Loài này được Waldst. & Kit. miêu tả khoa học đầu tiên năm 1804.